# تقييم الأقران
تقييم الأقران، أو التقييم الذاتي، هو عمليةٌ يقوم من خلالها الطلاب أو أقرانهم بتقييم مهامهم أو اختباراتهم بناءً على معايير الجودة التي يضعها المدرس. وتهدف هذه العملية إلى توفير وقت المدرس وتحسين فهم الطلاب لمواد المنهج الدراسي بالإضافة إلى تحسين مهارات إدراك الإدراك لديهم، وغالبًا ما يتم استخدام الروبرك أو «نماذج التقييم» جنبًا إلى جنبٍ مع التقييم الذاتي وتقييم الأقران.

## مزايا التقييم الذاتي وتقييم الأقران

### السوقيات
يساعد اتباع منهج التقييم الذاتي وتقييم الأقران المدرسين على إدارة وقتهم بصورةٍ أكثر فاعلية مع السماح للطلاب بتقييم نتائجهم بعضهم البعض في بيئةٍ دراسيةٍ أكثر فعالية.

#### توفير وقت المدرس
عندما يقّيم الطلاب فروض وواجبات بعضهم البعض فهم بذلك يساهمون في توفير وقت المدرس؛ حيث يمكن تقييم الفصل الدراسي بأكمله معًا في نفس الوقت الذي يستغرقه المدرس في تقييم ورقةٍ واحدة. وعلاوةً على ذلك، فبدلاً من أن يستعجل المدرس في تصحيح كل ورقة، يمكن للطلاب التأني واستغراق الوقت الكافي لتصحيحها. حيث يمكن للطلاب قضاء وقت أكبر في التقييم لأنهم يصححون ورقةً واحدةً فقط وبالتالي يمكنهم التدقيق فيها بصورةٍ أعمق.

#### تغذية عكسية أسرع
يساعد السماح للطلاب بتقييم أوراقهم في الفصول على تقليل من الوقت الذي ينتظرونه لمعرفة النتائج. فبدلاً من انتظار التغذية العكسية على أعمالهم، يساعد التقييم الذاتي وتقييم الأقران على تقييم الواجبات والفروض سريعًا فور الانتهاء من أدائها. وبالتالي لن يضطر الطلاب إلى الانتظار حتى الانتقال إلى مادةٍ جديدة بصورةٍ تؤثر على حداثة المعلومات في عقولهم.

### الهدف التربوي
يؤدي الدور التقييمي الذي يلعبه المدرس إلى تركيز الطلاب على الدرجات بصورةٍ أكبر من سعيهم للحصول على الملاحظات والتعليقات على أعمالهم. إلا أنَّ الطلاب يستفيدون بشكلٍ أكبر عند تقييمهم لأوراق بعضهم البعض، وغالبًا لا يراجع المدرس إجابات الاختبارات مع طلابه، وبالتالي لا تتاح لهم الفرصة لمعرفة ما أخطأوا فيه. غير أنَّ التقييم الذاتي وتقييم الأقران يسمح للمعلم بمساعدة الطلاب على فهم الأخطاء التي ارتكبوها. وهو الأمر الذي يعمل على تحسين الأعمال اللاحقة ويمنح الطلاب مزيدًا من الوقت لاستيعاب المعلومات، وقد يؤدي هذا في نهاية الأمر إلى فهمٍ أفضل. وتوصلت دراسة قام بها سادلر وجود إلى أنَّ الطلاب الذين يقّيمون اختباراتهم بنفسهم يحرزون نتائج أفضل في اختباراتهم اللاحقة. حيث يستطيع الطالب رؤية الأخطاء التي ارتكبها وتصحيحها في المهام التالية. وبعد أن تتم عملية تقييم الأقران، لا يحقق الطلاب بالضرورة نتائج أعلى.

### ما وراء المعرفة
من خلال التقييم الذاتي وتقييم الأقران، يرى الطلاب ما ارتكبوه من أخطاء في طريقة تفكيرهم وتصحيح أية مشكلات في المهام المستقبلية. فمن خلال تصحيح الأوراق، يتحسن فهم الطلاب لعملية التقييم ويدركون نقاط قوتهم وضعفهم مع معرفة الطريقة الأفضل للتفكير أثناء إكمال مهامهم. كما يتعلم الطلاب أيضًا إستراتيجياتٍ أفضل تساعدهم في اجتياز الاختبارات. ومن خلال تقييم المهام، قد يتعلم الطلاب كيفية إنهاء مهامهم بصورةٍ أكثر دقة وكيفية تحسين نتائجهم في الاختبارات.
وقد أجرى الأساتذة لين أجلير ومور وزابروكي تجربةً توصلوا من خلالها إلى أنَّ «الطلاب قادرون على استخدام تجاربهم السابقة من الاستعداد للاختبارات وخوضها لمساعدتهم على الربط بين تخصيص وقت الدراسة وتنظيمه.»  حيث لا يقتصر الأمر على تحسين قدرة الطلاب على الاستعداد للاختبار بعد المشاركة في عملية التقييم الذاتي وتقييم الأقران بل تتحسن أيضًا قدرتهم على تقييم الآخرين من خلال تطوير التفكير وراء المعرفي.

### السلوك
إذا تم تطبيق منهج التقييم الذاتي وتقييم الأقران، فسوف يغير ذلك من رؤية الطلاب للاختبارات على أنها نوع من العقاب وسينظرون إليها كملاحظاتٍ مفيدة وقيمة. يوضح هال ميلهورن أنه من خلال استخدام تقييم الأقران، يمكن للطلاب في الفصل الواحد العمل معًا بهدف الوصول إلى «الرفاهية الفكرية العامة» بالإضافة إلى توفير «مناخٍ تعاونيٍّ» بين الطلاب بدلاً من التنافس على الدرجات والتقييمات.
وعلى الرغم من ذلك، ففي قضية إدارة مدرسة أواسو إنديبيندينت ضد فلافو والتي عُرِضَت أمام المحكمة العليا، تم رفع قضية ضد المدرسة عقب إيذاء مشاعر أحد التلاميذ بعد أن علم زملاؤه أنه حصل على درجةٍ متدنية في أحد الاختبارات، ويحاول ميلهورن توضيح الأثر الذي يمكن أن تحدثه النسخة المثالية من تقييم الأقران على سلوك التلاميذ داخل الفصل. وعمليًا، يمكن للمواقف التي قد تتسبب في إيذاء مشاعر الطلاب أن تؤدي إلى نفس الأثر الذي رأيناه في قضية المحكمة العليا.

## موافقة المدرس على معايير التقييم
يتمثل أحد المخاوف المرتبطة بعملية التقييم الذاتي وتقييم الأقران في إمكانية منح التلاميذ لأنفسهم درجاتٍ أفضل من الدرجات التي قد يعطيها لهم المدرس. فعلى الرغم من رغبة المدرس في تقليل وقت التقييم، إلا أنه لا يجب أن يكون ذلك على حساب الدقة.

### الدعم
أوضحت إحدى الدراسات التي أجراها سادلر أن هناك مستوىً عاليًا من التوافق بين الدرجات التي يحددها المدرسون والطلاب طالما كان الطلاب قادرون على فهم متطلبات الجودة لدى المدرس. كما ذكروا أيضًا أن تقييم المدرس يمكن أن يكون أكثر دقةً نتيجة لاستخدام التقييم الذاتي وتقييم الأقران. فإذا نظر المدرس في الطريقة التي يقيم الطلاب بها أنفسهم، فسيمنحه ذلك معلومات أكثر تتيح له تخصيص تقييم أكثر دقة للطالب.

### المعارضة
ومع ذلك، يحذر سادلر وجود من وجود بعض الاختلافات. حيث يقترحان أن المدرس يقوم بتطبيق الأنظمة للحد من تقييم الطلبة بهدف الوقوف على العمل غير المرضي. في حين تشير دراسة أخرى إلى ارتفاع الدرجات حيث يميل الطلاب إلى منح أنفسهم درجات أعلى مما قد يمنحها لهم المدرس. ويقترح هذا أنَّ التقييم الذاتي وتقييم الأقران ليس طريقة دقيقة للتقييم بسبب تباين النتائج.

### المقارنة
وفقًا للدارسة التي أجراها كلٌ من سادلر وجود، يميل الطلاب الذين يُقّيمون بعضهم البعض إلى خفض التقييم، في حين يحدث العكس عند تقييم الطالب لنفسه حيث يفرط في التقييم. إلا أنَّ الأغلبية العظمى من الطلاب يحصلون على درجات لا تختلف عن درجات المدرس بنسبة تتجاوز 5%. ومع ذلك يظل هناك عدد قليل من الطلاب الذين يمنحون أنفسهم درجاتٍ أقل عند تقييم أنفسهم بينما يمنحون درجاتٍ أعلى عند تقييمهم أعمال الآخرين.

## الروبرك (نماذج التقييم)

### الغرض
يحتاج التلاميذ إلى اتباع بعض الإرشادات قبل البدء في تقييم الأسئلة ذات الإجابات المفتوحة. وغالبًا ما تأتي على هيئة الروبرك أو «نماذج التقييم» والتي تضع أهدافًا مختلفة وعدد الدرجات التي تستحقها كل إجابة. وتُستخدم نماذج التقييم عادةً في مهام الكتابة.

### أمثلة للأهداف
1. التعبير عن الأفكار
2. تنظيم المحتوى
3. الأصالة
4. الإلمام بالمادة
5. المحتوى
6. تعديل المنهج
7. التوازن
8. سماع الأصوات والآراء

## العمل الجماعي
تعد المشاريع الجماعية إحدى المجالات التي يتم فيها تطبيق التقييم الذاتي وتقييم الأقران. حيث يمكن للمدرس منح درجةٍ نهائية للمشاريع إلا أنه يحتاج أيضًا لتحديد الدرجات التي يستحقها كل فردٍ في المجموعة. وهنا يأتي دور الطلاب في تقييم زملائهم وتعتمد درجات كل فردٍ على هذه التقييمات. ومع ذلك، تبقى بعض المشكلات المرتبطة بطريقة التقييم هذه؛ وذلك لأنه في حالة تقييم الطلاب بعضهم البعض بصورةٍ غير عادلةٍ مما يؤدي إلى انحراف التقييمات وعدم صحتها.

### السخاء المفرط
قد يمنح بعض الطلاب درجاتٍ عاليةٍ للغاية لجميع زملائهم الآخرين، الأمر الذي يؤدي في نهاية الأمر إلى حصولهم على درجاتٍ متدنية بالمقارنة مع الآخرين. ويمكن التعامل مع ذلك عن طريق جعل الطلاب يقومون بتقييم أنفسهم وبالتالي يمتد سخاؤهم في منح الدرجات ليشملهم مما يرفع درجاتهم بالقدر ذاته. ومع ذلك، لا يجدي هذا نفعًا مع الطلاب الذين يقسون على أنفسهم في التقييم.

### المحاسبة الإبداعية
قد يبخل بعض الطلاب في منح الدرجات للجميع فيما عدا أنفسهم حتى تكون البيانات متحيزة. ويمكن مواجهة ذلك من خلال التحقق من درجات الطالب والتأكد من اتساقها مع تقييم زملائه له في المجموعة.

### العقوبة الفردية
في حال تعارض جميع الطلاب مع طالبٍ بعينه بسبب شعورهم بتقصيره في عمله، فسيحصل ذلك الطالب على درجةٍ متدنية للغاية. ويُسمح بذلك إذا كان ذلك الطالب موضع المسائلة قد قام بالفعل بالتقصير في أداء المهام الموكلة إليه، غير أن مثل هذه الحالات يجب مراقبتها عن كثب.

## المشاركة في الفصول
على الرغم من صعوبة تقييم الطلاب بناءً على مشاركتهم داخل بيئة الفصل المدرسي؛ وذلك بسبب طبيعتها غير الموضوعية، تُعد طريقة التقييم الذاتي وتقييم الأقران إحدى الطرق المناسبة لتقييم المشاركة. وقد أجرى الأستاذ راين ومارشال وبورتر وجيا تجربةً لرؤية ما إذا كان استخدام الطلاب لتقييم المشاركة وسيلةً فعالة أم لا. وقد توصلوا إلى وجود اختلاف بين تقييم المدرس وتقييم الطالب للمشاركة في الفصل. ومع ذلك، لم توجد أهمية أكاديمية، مما يشير إلى أنَّ درجات الطالب النهائية لم تتأثر بالاختلاف بين تقييم المدرس وتقييم الطالب. واستنتجوا أن التقييم الذاتي وتقييم الأقران وسيلةٍ فعالة لتقييم المشاركة داخل الفصل.

## المشروعية
تم الاعتراض على شرعية التقييم الذاتي وتقييم الأقران في قضية «إدارة مدرسة أواسو إنديبيندينت ضد فلافو» التي رُفِعَت أمام المحكمة العليا. حيث رفعت كريستيجا فلافو قضية ضد إدارة المدرسة الملتحق بها ابنها وذلك بسبب استخدامها لطريقة تقييم الأقران، حيث تمت مضايقة ابنها بسبب حصوله على درجاتٍ منخفضة. إلا أنَّ المحكمة العليا أيدت حق المدرس في استخدام أسلوب التقييم الذاتي وتقييم الأقران.

## انظر ايضآ
استراتيجيات التعليم